# Elezioni legislative in Andorra del 2015
Le elezioni legislative in Andorra del 2015 si tennero il 1º marzo per il rinnovo del Consiglio generale. In seguito all'esito elettorale, Antoni Martí, espressione dei Democratici per Andorra, fu confermato Primo ministro.

## Risultati
| Liste                                  | Circoscrizione nazionale | Circoscrizione nazionale | Circoscrizione nazionale | Circoscrizioni parrocchiali | Circoscrizioni parrocchiali | Circoscrizioni parrocchiali | Totale seggi |
| Liste                                  | Voti                     | %                        | Seggi                    | Voti                        | %                           | Seggi                       | Totale seggi |
| -------------------------------------- | ------------------------ | ------------------------ | ------------------------ | --------------------------- | --------------------------- | --------------------------- | ------------ |
| Democratici per Andorra                | 5.448                    | 37,03                    | 5                        | 5.662                       | 39,36                       | 10                          | 15           |
| Partito Liberale d'Andorra             | 4.073                    | 27,69                    | 4                        | 3.962                       | 27,54                       | 4                           | 8            |
| Junts (PS - VdA - IC)                  | 3.462                    | 23,53                    | 3                        | 3.393                       | 23,59                       | -                           | 3            |
| Socialdemocrazia e Progresso d'Andorra | 1.728                    | 11,75                    | 2                        | 1.367                       | 9,50                        | -                           | 2            |
| Totale                                 | 14.711                   |                          | 14                       | 14.384                      |                             | 14                          | 28           |